# Aeródromo San Gerónimo
El Aeródromo San Gerónimo (OACI: SCSG) es un terminal aéreo privado ubicado a 5 kilómetros al noreste de Algarrobo, en la Provincia de San Antonio, Región de Valparaíso, Chile. Es de Propiedad Privada.